# 1994 WH3
1994 WH3 är en asteroid i huvudbältet som upptäcktes den 28 november 1994 av de båda japanska astronomerna Seiji Ueda och Hiroshi Kaneda i Kushiro.
Asteroiden har en diameter på ungefär 15 kilometer.